# Völsung
Völsung (in norreno: Völsungr) è un personaggio leggendario della mitologia scandinava e patriarca eponimo del clan dei Völsungar, di cui fa parte Sigurðr, l'uccisore del drago. Venne assassinato dal re dei Geati Siggeir, ma successivamente fu vendicato da due suoi discendenti, Sigmundr e Signy.

## Storia
La storia di Völsungr e della propria stirpe viene narrata nel Ciclo di Völsungr, una serie di saghe leggendarie incentrate sull'ascesa e caduta del clan dei Völsungar. Le opere letterarie esistenti che riguardano Völsungr risalgono all'Islanda medievale. Le storie contenute nel ciclo in questione si sono diffuse nel resto dell'Europa continentale grazie all'incontro con il folklore scandinavo.
La stirpe di Völsungr è anche l'argomento principale del Nibelungenlied, un poema epico scritto nel XIII secolo che deriva dalla Saga dei Völsungar. Völsungr viene menzionato col nome di Wæls nel celebre poema anglossassone Beowulf.